# Euphyia tomaichana
Euphyia tomaichana är en fjärilsart som beskrevs av Bang-haas 1927. Euphyia tomaichana ingår i släktet Euphyia och familjen mätare. Inga underarter finns listade i Catalogue of Life.